# Phidodontina
Phidodontina is een geslacht van kevers uit de familie bladkevers (Chrysomelidae).
De wetenschappelijke naam van het geslacht werd in 1938 gepubliceerd door Uhmann.

## Soorten
- Phidodontina gedyei Uhmann, 1938